# Estigia

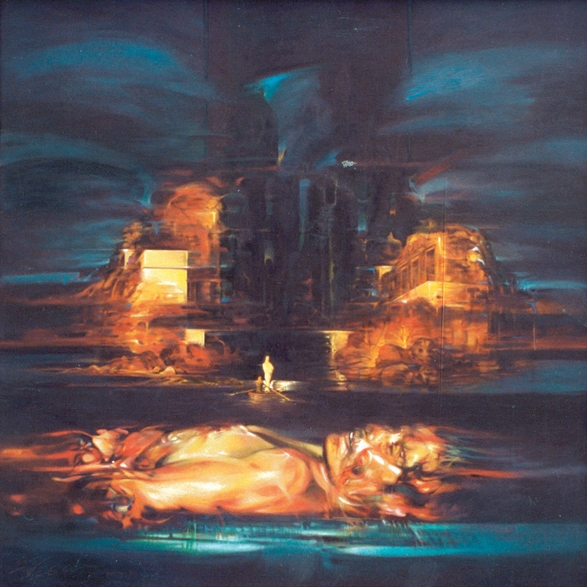
Estigia, del artista mexicano Antonio García Vega.

En la mitología griega, Estigia, Éstige, Estige o Estix (en griego: Στύξ, -ũγός; en latín: Styx, -ȳgis) era la diosa y personificación de una de las corrientes subterráneas que discurrían por el Hades: el río Estigia. Estas aguas también discurrían por la superficie, conformando una fuente en Arcadia cuyo curso terminaba en el inframundo. Etimológicamente Στύξ proviene del verbo στυγέω (stygéō), que significa, ‘odiar, detestar, repudiar’.